# Extinció (astronomia)
En astronomia, l'extinció designa el fenomen responsable de l'absorció i de la dispersió de la radiació electromagnètica emesa pels objectes astronòmics a causa de la matèria (gas i pols) situada entre l'objecte emissor i l'observador. El concepte d'extinció interestel·lar va ser documentat per primera vegada com a tal l'any 1930 per Robert Julius Trumpler. Tanmateix, els seus efectes havien estat observats el 1847 per Friedrich Georg Wilhelm von Struve, i el seu efecte sobre els colors de les estrelles havia estat observat per una sèrie d'individus que no el van connectar amb la presència general de pols galàctica. Per a les estrelles que es troben a prop del pla de la Via Làctia i es troben a uns quants milers de parsecs de la Terra, l'extinció a l'espectre visible de freqüències (sistema fotomètric) és aproximadament d'1,8 magnituds per kiloparsec.
Per a un observador situat a la Terra, l'extinció ve provocada alhora pel medi interestel·lar i per l'atmosfera terrestre; també pot sorgir de la pols circumestel·lar al voltant d'un objecte observat. La forta extinció de certes regions de la longitud d'ona (com ara els raigs X, els ultraviolats o els infraroigs) provocada per l'atmosfera fan que sigui necessari la utilització de telescopis espacials. En el domini òptic, la llum blava s'atenua més que la llum vermella, els objectes es veuen sovint més vermells que a l'origen, un fenomen anomenat envermelliment interestel·lar. Aquest fenomen no té res a veure amb el desplaçament cap al vermell causat per l'efecte Doppler o a l'expansió de l'univers.

## Característiques generals
L'envermelliment interestel·lar es produeix perquè la pols interestel·lar absorbeix i dispersa les ones de llum blava més que les ones de llum vermella, fent que les estrelles semblin més vermelles del que són. Això és similar a l'efecte que es veu quan les partícules de pols a l'atmosfera de la Terra contribueixen a les postes de sol vermelles (vegeu: Ocàs#Colors).
En termes generals, l'extinció interestel·lar és més forta a longituds d'ona curtes, generalment observada mitjançant tècniques d'espectroscòpia. L'extinció provoca un canvi en la forma de l'espectre observat. A aquesta forma general se superposen característiques d'absorció (bandes de longitud d'ona on la intensitat es redueix) que tenen diversos orígens i poden donar pistes sobre la composició química del material interestel·lar, per exemple grans de pols. Entre les característiques d'absorció conegudes s'inclouen la protuberància de 2175 Å, les bandes interestel·lars difuses, l'absorció de gel a 3,1 μm i absorcions de silicat a 10 i 18 μm.
Al núvol local, la taxa d'extinció interestel·lar la banda V de Johnson–Cousins (filtre visual) mitjana a una longitud d'ona de 540 nm sol ser de 0,7–1,0 mag/kpc; això és simplement una mitjana a causa de l'"aglomeració" de pols interestel·lar. En general, això significa que la brillantor d'una estrella es reduirà aproximadament un factor de 2 a la banda V des d'un bon punt de vista del cel nocturn a la Terra per cada kiloparsec (3.260 anys llum) que estigui més lluny de nosaltres. La quantitat d'extinció pot ser significativament superior a aquesta en direccions específiques.
La forma general de l'ultraviolat a través de la corba d'extinció de l'infraroig proper (0,125 a 3,5 μm) (traçant l'extinció en magnitud en funció de la longitud d'ona, sovint invertida) mirant des del nostre punt de vista a altres objectes de la Via Làctia, està força ben caracteritzada pel paràmetre autònom de visibilitat relativa (d'aquesta llum visible) R(V) (que és diferent en diferents línies de visió), però hi ha desviacions conegudes d'aquesta caracterització. Ampliar la llei d'extinció al rang de longitud d'ona de l'infraroig mitjà és difícil a causa de la manca d'objectius adequats i de diverses contribucions de les característiques d'absorció.
R(V) compara extincions agregades i particulars. El paràmetre R(V) es pot escriure com
{\displaystyle R(V)={\frac {A(V)}{E(B-V)}}}
on {\displaystyle A(V)} és l'extinció total a la banda visible i {\displaystyle E(B-V)=A(B)-A(V)} és la diferència entre l'extinció a les longituds d'ona blaves i la banda visible. Se sap que R(V) està correlacionada amb la grandària mitjana dels grans de pols que provoquen l'extinció. A partir de mesuraments a la nostra galàxia, el valor típic de R(V) és 3,1, però es troba que varia considerablement entre diferents línies de visió. Com a resultat, quan es calculen distàncies còsmiques, pot ser avantatjós passar a les dades d'estrelles de l'infraroig proper (del qual el filtre o la banda de pas Ks és bastant estàndard) on les variacions i la quantitat d'extinció són significativament menors, i proporcions similars quant a R(Ks): 0,49±0,02 i 0,528±0,015 van ser trobats respectivament per grups independents. Aquestes dues troballes més modernes difereixen substancialment en relació amb el valor històric de referència habitual ≈0.7.
La relació entre l'extinció total, A(V) (mesurada en magnituds) i la densitat de la columna de la columna d'àtoms neutres d'hidrogen, NH  (normalment mesurat en cm−2), mostra com es relacionen el gas i la pols del medi interestel·lar. A partir d'estudis que utilitzen espectroscòpia ultraviolada d'estrelles envermellides i halos de dispersió de raigs X a la Via Làctia, Predehl i Schmitt va trobar que la relació entre NH i A(V) era aproximadament:
{\displaystyle {\frac {N_{H}}{A(V)}}\approx 1.8\times 10^{21}~{\mbox{atoms}}~{\mbox{cm}}^{-2}~{\mbox{mag}}^{-1}}
Vegeu també:
Els astrònoms han determinat la distribució tridimensional de l'extinció al "cercle solar" (la nostra regió de la la nostra galàxia), utilitzant observacions estel·lars visibles i en l'infraroig proper i un model de distribució d'estrelles. La pols que causa l'extinció es troba principalment al llarg dels braços espirals, tal com s'observa en altres galàxies espirals.

## Mesurament de l'extinció en direcció a un objecte
Per mesurar la corba d'extinció per a una estrella, l'espectre de la mateixa es compara amb l'espectre observat d'una estrella similar de la qual se sap que no està afectada per l'extinció (és a dir, que no està vermella). També és possible fer servir un espectre teòric en lloc d'un observat per comparar, encara que aquesta pràctica és menys comú. En el cas d'una nebulosa d'emissió, és usual mesurar la raó de dues línies espectrals que no són afectades per la temperatura i la densitat del gas a la nebulosa. Per exemple, el quocient de l'emissió de les línies de H-alfa i H-beta sempre es troba al voltant de 2,85 sota un rang de condicions que prevalen a les nebuloses. Un quocient diferent de 2,85, per tant, ha de ser produït per l'extinció, i aquesta es pot calcular a partir d'això.

## La característica de 2175 angstroms
Una característica destacada de les corbes d'extinció mesurades de molts objectes dins de la Via Làctia és una àmplia protuberància a uns 2175 Å, ben dins de la regió ultraviolada de l'espectre electromagnètic. Aquesta característica es va observar per primera vegada a la dècada de 1960, però encara no s'entén bé el seu origen. S'han presentat diversos models per explicar aquesta protuberància que inclouen grans de grafit amb una barreja de molècules d'PAH. Les investigacions de grans interestel·lars incrustats en partícules de pols interplanetàries (IDP) van observar aquesta característica i van identificar el portador amb carboni orgànic i silicats amorfs presents als grans.